# José Cano (piloto de bobsleigh)
Para otras personas con este nombre, véase José Cano.
José Cano es un deportista español que compitió en bobsleigh. Ganó una medalla de plata en el Campeonato Europeo de Bobsleigh de 1970, en la prueba cuádruple (junto con Eugenio Baturone, José Manuel Pérez y Guillermo Rosal).

## Palmarés internacional
| Campeonato Europeo | Campeonato Europeo         | Campeonato Europeo | Campeonato Europeo |
| Año                | Lugar                      | Medalla            | Prueba             |
| ------------------ | -------------------------- | ------------------ | ------------------ |
| 1970               | Cortina d'Ampezzo (Italia) | Medalla de plata   | Cuádruple          |